# Alets Idrottsklubb
Alets IK	é um clube de futebol da Suécia fundado em 1923.
A sua sede fica em Halmstad.